# Grumman F-11 Tiger
Grumman F-11 Tiger – myśliwiec pokładowy Marynarki Wojennej Stanów Zjednoczonych używany bojowo w latach 50. i 60., a następnie do końca lat 70. używany przez drużynę akrobacyjną Blue Angels. Oryginalnie samolot nosił oznaczenie F11F Tiger, które zostało w 1962 zmienione na F-11 Tiger w ramach umowy dotyczącej wspólnego systemu oznaczeń. Łącznie zbudowano ok. 200 „Tygrysów”, ostatni z nich został dostarczony 23 stycznia 1959 roku.

## Historia powstania
W 1952 roku Grumman rozpoczął prywatny (niefinansowany przez US Navy) program rozwojowy mający na celu modernizację myśliwca F9F-6/7 Cougar wykorzystując przy tym najnowsze odkrycia, przede wszystkim tzw. regułę pól i inne nowoczesne technologie. Projekt otrzymał oznaczenie G-98 i choć początkowo nowy samolot miał być tylko zmodyfikowanym F9F, w momencie jego zakończenia była to zupełnie nowa konstrukcja.
Potencjalne osiągi nowego samolotu, znacznie przewyższające osiągi myśliwców do tej pory używanych przez US Navy, wzbudziły zainteresowanie „Navy Bureau of Aeronautics”. W 1953 r. nowy projekt już w prawie niczym nie przypominał swojego poprzednika. Nowy samolot otrzymał skrzela i klapy na całej długości skrzydeł, a przechylanie samolotu uzyskiwane było używając spojlerów, a nie tradycyjnych lotek.  Do składowania w hangarze lotniskowca końcówki skrzydeł mogły być ręcznie złożone w dół. Wykorzystano silnik Wright J65, licencyjnie budowaną w Ameryce kopię angielskiego Armstrong Siddeley Sapphire.
Projekt wyglądał na tyle interesująco, że Navy Bureau of Aeronautics zamówiło dwa prototypy nazwane XF9F-8, pomimo że była to praktycznie nowa konstrukcja niemająca wiele wspólnego z poprzednikiem. W późniejszym czasie oznaczenie prototypów zostało zmienione na XF9F-9 (wersja XF9F-8 została użyta ostatecznie do oznaczenia innego projektu rozwojowego samolotu F9F). Pierwszy lot „Tygrysa” odbył się 30 czerwca 1954 roku, nie zdążono jednak na czas ukończyć nowej wersji silnika J65 z dopalaczem i samolot został wyposażony w starszą wersję bez niego. Lot okazał się bardzo udany i pomimo braku dopalacza samolot zbliżył się do krytycznej prędkości 1 Macha. Drugi prototyp, wyposażony już w silnik z dopalaczem, złamał barierę dźwięku jako drugi samolot US Navy – pierwszym był Douglas F4D Skyray. W marcu 1955 zamówiono pierwszą serię produkcyjną pod oznaczeniem F11F-1 (zmienionym w 1962 na F-11A).  Próby startów i lądowań na lotniskowcu rozpoczęły się 4 kwietnia 1956 r. z pokładu USS „Forrestal”.
Oprócz wariantu podstawowego, zaprojektowano także „zaawansowaną” wersję myśliwca F11F-1F Super Tiger z silnikiem General Electric J79 o większej mocy. US Navy zgodziła się na produkcję dwóch prototypów pod oznaczeniem F11F-2. Pierwszy lot „Super Tygrysa” odbył się 25 maja 1956 roku, już w jednym z pierwszych lotów osiągnięto prędkość 1,44 Macha. Drugi prototyp otrzymał silnik o jeszcze większej mocy, przedłużono w nim kadłub i zmieniono konfigurację wlotów powietrza – ten zmodyfikowany samolot osiągnął prędkość 2,04 Ma na wysokości 25.000 metrów, jednak Marynarka Wojenna nie zdecydowała się zamówić tej wersji.  Zakłady Grummana starały się zainteresować tym samolotem USAF oraz siły powietrzne Japonii, Niemiec i Kanady, jednak ostatecznie państwa te wybrały samolot Lockheed F-104 Starfighter.

## Służba
Tigery operowały z lotniskowców USS „Ranger”, USS „Intrepid”, USS „Bon Homme Richard”, USS „Forrestal” i USS „Saratoga”. Kariera F-11 jako głównych myśliwców US Navy trwała tylko cztery lata, zostały wycofane głównie z powodu problemów z ich silnikami i wejścia do produkcji Chance Voughtów F-8 Crusaderów o lepszych osiągach. Ostatnie Tigery zostały wycofane z lotniskowców w 1961, ale niektóre samoloty zostały przekazane do szkół lotniczych, gdzie używane były do końca lat 60.  Nowi piloci po ukończeniu kursu zaawansowanego pilotażu na myśliwcach F-9 Cougar odbywali zazwyczaj kilka ponaddźwiękowych lotów w F-11.
F-11 używane były znacznie dłużej w zespole akrobacyjnym Blue Angels, który używał tych samolotów w latach 1957-69.
Tiger był pierwszym odrzutowym myśliwcem, który zestrzelił sam siebie. 21 września 1956 doświadczony oblatywacz Thomas W. Attridge wystartował do lotu, w czasie którego miał sprawdzić działka samolotu. Lecąc nad oceanem na wysokości ok. 6000 metrów Attridge wszedł w płytki lot nurkowy (ok 20°) i na pułapie 4000 m wystrzelił czterosekundową salwę (ok. 70 pocisków). Attridge przyspieszył włączając dopalacz, zwiększył nieco kąt nurkowania i po zejściu na pułap 2100 m otworzył ponownie ogień aby wystrzelać amunicję do końca. Tuż po zakończeniu drugiej salwy samolot wpadł na wystrzelone przez siebie w czasie pierwszej salwy pociski, które uszkodziły owiewkę kabiny pilota i silnik. Attridge zawrócił do bazy, ale silnik ostatecznie zawiódł niecały kilometr od lotniska i pilot został zmuszony do awaryjnego lądowania. Na szczęście dla pilota w czasie testów działek użyto pocisków „ćwiczebnych”, bez ładunku wybuchowego. Ten niezwykły wypadek samozestrzelenia ujawniono publicznie dopiero pięć tygodni później, wydano także zalecenia dla pilotów aby po oddaniu salwy zawsze zmieniali nieco kierunek lotu.